# Мокровская волость
Мо́кровская волость — административно-территориальная единица в составе Бежицкого уезда Брянской губернии.
Административный центр — село Мокрое.

## История
Волость образована 1922—1924 гг. путём слияния Семиревской, Дулевской, Грибовской и Бутчинской волостей. До 1922 года все эти волости входили в состав Жиздринского уезда (до 1920 года — Калужской губернии).
В 1929 году, с введением районного деления, волость была упразднена, а на её территориальной основе сформирован Мокровский район Рославльского округа Западной области (ныне Куйбышевский район Калужской области).

## Административное деление
По состоянию на 1 января 1928 года, Мокровская волость включала в себя следующие сельсоветы: Барсуковский, Бутчинский, Верхнестуденецкий, Ветмицкий, Высокский, Григорьевский, Гуличский, Закрутовский, Зимницкий, Ивашковский, Латышевский, Лужницкий, Милеевский, Мокровский, Новоселковский, Петровский, Троицкий, Холмовский, Хотожский, Шаровичский, Шаховский, Ямновский.